# Соја Јовановић
Софија Соја Јовановић (Београд, 1. фебруар 1922 — Београд, 22. април 2002) била је прва српска позоришна и филмска режисерка.
Рођена је 1. фебруара 1922. године у Београду. Отац јој је био по професији хемичар, а мајка дипломирани филозоф. Утицај на њен живот су имали деда по оцу, чувени дворски фотограф Милан Јовановић и његов рођени брат, сликар Паја Јовановић. Миланов син је био Душан Јовановић Ђукин, познати српски вајар, а његова супруга глумица Невенка Урбанова.
Соја је основну и средњу школу похађала на француском језику, а ишла је и на часове клавира и балета код Маге Магазиновић. Кад је дошло време за студије уписала се на драмски одсек Музичке академије, где је од 1941. године студирала глуму. Три године касније са још неколико колега и наставника основала је Академско позориште, први студентски театар у земљи.

## Биографија
Најпознатија је по томе што је режирала први југословенски дугометражни филм у боји Поп Ћира и поп Спира, по роману Стевана Сремца, а њена режија Сумњивог лица у Академском позоришту 1947. била је први покушај модерног тумачења Нушића. Заслужна је за процват Београдског драмског позоришта од 1951. Њене главне позоришне режије су: Лабиш Флорентински шешир, Брехт Добри човек из Сечуана, Ануј Бал лопова, Фриш Андора, Милер Приповест о два понедељка и Мир-Јам 'Рањени орао. 
Режирала је и први југословенски дугометражни филм у боји Поп Ћира и поп Спира, Дилижанса снова, Пут око света, Др, Сумњиво лице. Орлови рано лете, Обичан човек.
Њено прво дело, Нушићева комедија Сумњиво лице је у комунистичко време оцењено као представа која шири опасну, западњачки орјентисану поруку и због овог комада су били убрзо расформирани.
За групу је ургирао Добрица Ћосић, који је у то време био агитпроп, односно члан Агитације-пропаганда, органа за пропагандне активности које су постојале у комунистичким партијама. Захваљујући њему Академско позориште је 1950. године постало Београдско драмско позориште.
Током каријере која је трајала пола века поставила је укупно 50 представа, као и 23 играна филма и серија.
Соја Јовановић је преминула у Београду 22. априла 2002. године, а 2014. године град поставља спомен-плочу највећој српској режисерки на углу Његошеве и улице Максима Горког.
За своја остваренја добила је највећа признања међу којима су Златна арена у Пули (1975.), Специјална диплома Кинотеке за изузетан допринос развоју филмске уметности, награда Бојан Ступица и многе друге.
У Музеју позоришне уметности Србије у Београду приређена је изложба посвећена Соји Јовановић јануара 2023. године и уметнички скуп 27. фебруара 2023.

## Филмови
| 1954. | Сумњиво лице         |
| 1957. | Поп Ћира и поп Спира |
| 1960. | Дилижанса снова      |
| 1962. | Др                   |
| 1964. | Пут око света        |
| 1966. | Орлови рано лете     |
| 1968. | Пусти снови          |
| 1969. | Силом отац           |